# Chorizagrotis perfida
Chorizagrotis perfida är en fjärilsart som beskrevs av F. H. Wolley Dod 1916. Chorizagrotis perfida ingår i släktet Chorizagrotis och familjen nattflyn. Inga underarter finns listade i Catalogue of Life.